# TourCom
TourCom est un groupement volontaire d’agences de voyages en France créé en 1990, regroupant près de 1200 agences pour un volume d'affaire de 2,7 Mds d'euros en 2017. Comme AS Voyages (fusion de Selectour et d’Afat voyages) et Manor, TourCom est un réseau d’agences de voyages indépendantes sur les plans juridique et financier.

## Historique
Le réseau TourCom est alors créé en septembre 1990 avec comme objectif principal d'offrir des services et outils mutualisés à ses membres et de peser davantage dans les négociations tarifaires avec les fournisseurs (voyagistes, compagnies aériennes, centrales hôtelières), et cela en préservant l'indépendance de gestion et commerciale des agences. 
Trois ans plus tard, le réseau se dote d’une centrale de paiement, Tourfinance, qui permet à ses membres de payer les fournisseurs référencés (voyagistes, croisiéristes et loueurs de voiture) et lance la même année un service d'assistance juridique, TourCom solidarité. 
Quatre ans plus tard, Richard Vainopoulos développe le réseau en créant une filiale spécialisée sur le tourisme d'affaires, TourCom Affaires, aujourd'hui TourCom Travel Management.
Apparait également TourCom Solidarité en 1997 pour accompagner les agences de voyages en cas de litiges, et aussi apporter des solutions à leurs clients.
En 2006, Richard Vainopoulos souhaite renforcer l'offre de produits de type « voyage sur-mesure » à disposition des agences membres et lance TourCom Réceptifs qui référence des agences réceptives à travers le monde.  
En 2012, le nombre de réceptifs référencés par TourCom Réceptifs s'élevait à 90 dont 8 français sur 80 pays pour un chiffre d'affaires de 19 millions d'euros.
En 2011, TourCom fonde avec un autre réseau d’agences de voyages indépendantes, Manor, le GIE Business and Tourism Travel Group (BTTG).
En 2012, TourCom s'allie avec GSM Travel Management, présent dans 47 pays, afin de renforcer son pôle Affaires à l'international[source insuffisante].
En 2013 et 2014, Richard Vainopoulos annonce la signature d'accords de mutualisation de services avec le réseau belge Avitour et le réseau allemand RTK, renforçant ainsi la dimension internationale du réseau. L'ensemble issu de cette alliance regroupant 5 000 points de vente présents dans 11 pays européens pour un chiffre d'affaires total de 8 milliards d'euros ,.

### Paysage de la distribution du secteur tourisme
TourCom s'insère dans le paysage de la distribution du secteur tourisme parmi les autres grands réseaux en tant que deuxième groupement volontaire français (près de 1200 agences adhérentes).
La majorité des immatriculations des 5 800 agences de voyages françaises font partie de réseaux, que ce soit des réseaux intégrés (comme Amex GBT et Carlson Wagonlit), franchisés (comme TUI et Club Med), ou volontaires (comme Selectour et TourCom) et environ un millier restent indépendantes[source secondaire souhaitée].

## Richard Vainopoulos
Né en septembre 1953 à Paris, autodidacte passionné par le monde du voyage, Richard Vainopoulos devient agent en agence de voyages à partir de 1971. De 1982 à 1985, il dirige l’Institut Supérieur du Tourisme de Paris, avant de fonder sa propre agence en 1985.  Il exerce pendant neuf ans la fonction de directeur d'agence de voyages, avant de décider avec d'autres agences de voyages de se regrouper au sein d'un même groupement. 

### Fonctions et mandats
Richard Vainopoulos est président de TourCom. Il a été adminstrateur du Syndicat National des Gances de Voyages, aujourd'hui Entreprises du Voyage, entre 1990 et 2014. Il a été également administrateur de l’Association Professionnelle de Solidarité du Tourisme (APST) entre1998, et 2015 où il a été responsable du Conseil Professionnel des Litiges Commerciaux et de l’Observatoire des Litiges. Il est également représentant des professionnels du tourisme à la Direction Générale de la Concurrence, de la Consommation et de la Répression des Fraudes (DGCCRF.)
Richard Vainopoulos est par ailleurs référencé auprès de la Commission Européenne comme représentant du secteur tourisme pour les directives « transport » et « forfait ». À ce titre, il milite pour la création d'une caisse de garantie aérienne qui permette de couvrir les pertes causées par les faillites des compagnies, pour les agences comme les voyageurs. 
Richard Vainopoulos plaide par ailleurs à Bruxelles pour que soit inscrite dans la nouvelle directe « forfait » la reconnaissance d'une responsabilité tripartite entre vendeur, organisateur et compagnie aérienne en cas de défaillance. Cette mesure mettrait fin au régime de responsabilité unique du vendeur, aujourd'hui appliqué en France. 